# Estadio Rafael Hernández Ochoa
El estadio de fútbol Rafael Hernández Ochoa está situado en Av. Universidad Veracruzana s/n entre las calles Roman Marín y Pino Suárez. Su nombre es en honor al político mexicano, exgobernador del Estado de Veracruz Rafael Hernández Ochoa. Es un estadio multiuso ya que cuenta con pista de atletismo, cancha de baloncesto y un campo de béisbol. Actualmente es el escenario que utiliza el equipo Atlético delfines Coatzacoalcos para jugar sus partidos oficiales de la tercera división de México.

## Historia
En sus inicios era solo un simple campo de fútbol en mal estado, pero para el año 2003 fue remodelado ya que el equipo de Delfines el cual jugaba en el Estadio Miguel Hidalgo ubicado en la misma ciudad, el cual estaba en muy malas condiciones.El Club Delfines había ascendido a la Primera A, ahora llamada Liga de Ascenso de México y tenía que estar apto para poder participar en dicha liga. Actualmente es sede del Atlético Coatzacoalcos de la Segunda División. Ahora Tercera Categoría del Fútbol Mexicano.

## Instalaciones
Actualmente el Estadio Rafael Hernández Ochoa cuenta con 3 zonas para los partidos del Veracruz Premier:
- Zona Sombra
- Zona Sol
- Zona Delfín

- Datos: Q5848341